# بیل ویلیامز (هنرپیشه)
بیل ویلیامز (انگلیسی: Bill Williams؛ ۱۵ مهٔ ۱۹۱۵ – ۲۱ سپتامبر ۱۹۹۲) هنرپیشه اهل ایالات متحده آمریکا بود. وی بین سال‌های ۱۹۳۳ تا ۱۹۸۱ میلادی فعالیت می‌کرد.